# 田中酒造 (新潟県)
田中酒造株式会社（たなかしゅぞう）は、新潟県上越市に本社をおき、日本酒の製造を行う企業である。

## 沿革
- 1643年（寛永20年） - 創業、当時の銘柄は「公乃松」。
- 1943年（昭和18年） - 銘柄を「能鷹」に変更。
- 1955年（昭和30年） - 資本金500万円で株式会社を設立[1]。

## 主力商品
- 金印能鷹
- 黒松能鷹
- 杜氏魂